# Jesús Ferreira
Jesús David Ferreira (Santa Marta, 24 dicembre 2000) è un calciatore colombiano naturalizzato statunitense, attaccante dei Seattle Sounders.

## Biografia
È il figlio di David Ferreira, ex calciatore della nazionale colombiana.

## Caratteristiche
È un centravanti molto rapido e abile nel dribbling; può essere schierato anche come ala sinistra.

## Carriera

### Club
Calcisticamente cresciuto nel settore giovanile del Dallas Football Club, ha esordito in prima squadra il 4 giugno 2017, nella vittoria per 6-2 contro il Real Salt Lake al Toyota Stadium; in questa occasione ha trovato sùbito la via del gol.
L'8 maggio 2018 è passato in prestito ai Tulsa Roughnecks, militanti nello USL Championship.
L'8 gennaio 2025 è stato acquistato dai Seattle Sounders per circa tre milioni di dollari più il cartellino di Léo Chú.

### Nazionale
Il 1° febbraio 2020 ha debuttato con la nazionale statunitense, nell'amichevole vinta per 1-0 contro la Costa Rica.
Il 31 gennaio 2021, alla sua seconda presenza, ha realizzato una doppietta nel 7-0 contro il Trinidad & Tobago.
L'11 giugno 2022 ha siglato una quaterna nel successo per 5-0 contro il Grenada.

## Statistiche

### Presenze e reti nei club
Statistiche aggiornate all'8 giugno 2025.
| Stagione         | Squadra          | Campionato       | Campionato | Campionato | Coppe nazionali | Coppe nazionali | Coppe nazionali | Coppe continentali | Coppe continentali | Coppe continentali | Altre coppe | Altre coppe | Altre coppe | Totale | Totale |
| Stagione         | Squadra          | Comp             | Pres       | Reti       | Comp            | Pres            | Reti            | Comp               | Pres               | Reti               | Comp        | Pres        | Reti        | Pres   | Reti   |
| ---------------- | ---------------- | ---------------- | ---------- | ---------- | --------------- | --------------- | --------------- | ------------------ | ------------------ | ------------------ | ----------- | ----------- | ----------- | ------ | ------ |
| 2017             | FC Dallas        | MLS              | 1          | 1          | USOC            | 0               | 0               | -                  | -                  | -                  | -           | -           | -           | 1      | 1      |
| 2018             | FC Dallas        | MLS              | 1          | 0          | USOC            | 0               | 0               | -                  | -                  | -                  | -           | -           | -           | 1      | 0      |
| 2018             | Tulsa Roughnecks | USL              | 14         | 6          | USOC            | 0               | 0               | -                  | -                  | -                  | -           | -           | -           | 14     | 6      |
| 2019             | FC Dallas        | MLS              | 33+1       | 8+0        | USOC            | 2               | 0               | -                  | -                  | -                  | -           | -           | -           | 36     | 8      |
| 2020             | FC Dallas        | MLS              | 19+2       | 1+0        | -               | -               | -               | -                  | -                  | -                  | -           | -           | -           | 21     | 1      |
| 2021             | FC Dallas        | MLS              | 27         | 8          | -               | -               | -               | -                  | -                  | -                  | -           | -           | -           | 27     | 8      |
| 2022             | FC Dallas        | MLS              | 33+2       | 18+0       | USOC            | 2               | 0               | -                  | -                  | -                  | -           | -           | -           | 37     | 18     |
| 2023             | FC Dallas        | MLS              | 27+2       | 12+1       | USOC            | 1               | 0               | -                  | -                  | -                  | LC          | 4           | 1           | 34     | 14     |
| 2024             | FC Dallas        | MLS              | 22         | 5          | USOC            | 2               | 0               | -                  | -                  | -                  | -           | -           | -           | 24     | 5      |
| Totale FC Dallas | Totale FC Dallas | Totale FC Dallas | 163+7      | 53+1       |                 | 7               | 0               |                    | -                  | -                  |             | 4           | 1           | 181    | 55     |
| 2025             | Seattle Sounders | MLS              | 16         | 1          | -               | -               | -               | CCC                | 4                  | 0                  | Cmc         | -           | -           | 20     | 1      |
| Totale carriera  | Totale carriera  | Totale carriera  | 200        | 61         |                 | 7               | 0               |                    | 4                  | 0                  |             | 4           | 1           | 215    | 62     |

### Presenze e reti in nazionale
| Cronologia completa delle presenze e delle reti in nazionale ― Stati Uniti | Cronologia completa delle presenze e delle reti in nazionale ― Stati Uniti | Cronologia completa delle presenze e delle reti in nazionale ― Stati Uniti | Cronologia completa delle presenze e delle reti in nazionale ― Stati Uniti | Cronologia completa delle presenze e delle reti in nazionale ― Stati Uniti | Cronologia completa delle presenze e delle reti in nazionale ― Stati Uniti | Cronologia completa delle presenze e delle reti in nazionale ― Stati Uniti | Cronologia completa delle presenze e delle reti in nazionale ― Stati Uniti |
| Data                                                                       | Città                                                                      | In casa                                                                    | Risultato                                                                  | Ospiti                                                                     | Competizione                                                               | Reti                                                                       | Note                                                                       |
| -------------------------------------------------------------------------- | -------------------------------------------------------------------------- | -------------------------------------------------------------------------- | -------------------------------------------------------------------------- | -------------------------------------------------------------------------- | -------------------------------------------------------------------------- | -------------------------------------------------------------------------- | -------------------------------------------------------------------------- |
| 1-2-2020                                                                   | Carson                                                                     | Stati Uniti                                                                | 1 – 0                                                                      | Costa Rica                                                                 | Amichevole                                                                 | -                                                                          | 62’                                                                        |
| 31-1-2021                                                                  | Orlando                                                                    | Stati Uniti                                                                | 7 – 0                                                                      | Trinidad e Tobago                                                          | Amichevole                                                                 | 2                                                                          | 64’                                                                        |
| 12-11-2021                                                                 | Cincinnati                                                                 | Stati Uniti                                                                | 2 – 0                                                                      | Messico                                                                    | Qual. Mondiali 2022                                                        | -                                                                          | 82’                                                                        |
| 16-11-2021                                                                 | Kingston                                                                   | Giamaica                                                                   | 1 – 1                                                                      | Stati Uniti                                                                | Qual. Mondiali 2022                                                        | -                                                                          | 78’                                                                        |
| 19-12-2021                                                                 | Orlando                                                                    | Stati Uniti                                                                | 1 – 0                                                                      | Bosnia ed Erzegovina                                                       | Amichevole                                                                 | -                                                                          | 70’ 78’                                                                    |
| 27-1-2022                                                                  | Columbus                                                                   | Stati Uniti                                                                | 1 – 0                                                                      | El Salvador                                                                | Qual. Mondiali 2022                                                        | -                                                                          | 72’                                                                        |
| 2-2-2022                                                                   | Minnesota                                                                  | Stati Uniti                                                                | 3 – 0                                                                      | Honduras                                                                   | Qual. Mondiali 2022                                                        | -                                                                          | 76’                                                                        |
| 27-3-2022                                                                  | Orlando                                                                    | Stati Uniti                                                                | 5 – 1                                                                      | Panama                                                                     | Qual. Mondiali 2022                                                        | 1                                                                          |                                                                            |
| 30-3-2022                                                                  | San José                                                                   | Costa Rica                                                                 | 2 – 0                                                                      | Stati Uniti                                                                | Qual. Mondiali 2022                                                        | -                                                                          | 61’                                                                        |
| 2-6-2022                                                                   | Cincinnati                                                                 | Stati Uniti                                                                | 3 – 0                                                                      | Marocco                                                                    | Amichevole                                                                 | -                                                                          | 46’                                                                        |
| 5-6-2022                                                                   | Kansas City                                                                | Stati Uniti                                                                | 0 – 0                                                                      | Uruguay                                                                    | Amichevole                                                                 | -                                                                          | 61’                                                                        |
| 11-6-2022                                                                  | Austin                                                                     | Stati Uniti                                                                | 5 – 0                                                                      | Grenada                                                                    | CONCACAF Nations League 2022-2023 - 1º turno                               | 4                                                                          |                                                                            |
| 14-6-2022                                                                  | San Salvador                                                               | El Salvador                                                                | 1 – 1                                                                      | Stati Uniti                                                                | CONCACAF Nations League 2022-2023 - 1º turno                               | -                                                                          | 46’                                                                        |
| 23-9-2022                                                                  | Düsseldorf                                                                 | Giappone                                                                   | 2 – 0                                                                      | Stati Uniti                                                                | Amichevole                                                                 | -                                                                          |                                                                            |
| 27-9-2022                                                                  | Murcia                                                                     | Arabia Saudita                                                             | 0 – 0                                                                      | Stati Uniti                                                                | Amichevole                                                                 | -                                                                          | 59’                                                                        |
| 3-12-2022                                                                  | Al Rayyan                                                                  | Paesi Bassi                                                                | 3 – 1                                                                      | Stati Uniti                                                                | Mondiali 2022 - Ottavi di finale                                           | -                                                                          | 46’                                                                        |
| 29-1-2023                                                                  | Carson                                                                     | Stati Uniti                                                                | 0 – 0                                                                      | Colombia                                                                   | Amichevole                                                                 | -                                                                          | 63’                                                                        |
| 19-4-2023                                                                  | Glendale                                                                   | Stati Uniti                                                                | 1 – 1                                                                      | Messico                                                                    | Amichevole                                                                 | 1                                                                          |                                                                            |
| 24-6-2023                                                                  | Chicago                                                                    | Stati Uniti                                                                | 1 – 1                                                                      | Giamaica                                                                   | Gold Cup 2023 - 1º turno                                                   | -                                                                          |                                                                            |
| 28-6-2023                                                                  | Saint Louis                                                                | Saint Kitts e Nevis                                                        | 0 – 6                                                                      | Stati Uniti                                                                | Gold Cup 2023 - 1º turno                                                   | 3                                                                          | 56’                                                                        |
| 2-7-2023                                                                   | Charlotte                                                                  | Stati Uniti                                                                | 6 – 0                                                                      | Trinidad e Tobago                                                          | Gold Cup 2023 - 1º turno                                                   | 3                                                                          |                                                                            |
| 9-7-2023                                                                   | Cincinnati                                                                 | Stati Uniti                                                                | 2 – 2 dts (3 – 2 dtr)                                                      | Canada                                                                     | Gold Cup 2023 - Quarti di finale                                           | -                                                                          |                                                                            |
| 12-7-2023                                                                  | San Diego                                                                  | Stati Uniti                                                                | 1 – 1 dts (4 – 5 dtr)                                                      | Panama                                                                     | Gold Cup 2023 - Semifinale                                                 | 1                                                                          |                                                                            |
| Totale                                                                     |                                                                            | Presenze                                                                   | 23                                                                         |                                                                            | Reti                                                                       | 15                                                                         |                                                                            |

## Palmarès

### Individuale
- Capocannoniere della Gold Cup: 1

2023 (7 reti)